# Martin forestier
Acridotheres fuscus
Espèce
Statut de conservation UICN

 LC  : Préoccupation mineure
Le Martin forestier (Acridotheres fuscus) est une espèce d'oiseaux de la famille des Sturnidae proche des mainates.

## Description
Le Martin forestier mesure 23 cm de long. Il a un plumage gris, plus sombre au niveau de la tête et des ailes. Il a des marques blanches sur les ailes bien visibles en vol. Le bec et les pattes sont jaune vif, et il n'y a pas de peau nue autour des yeux. Les mâles et les femelles sont identiques en apparence. Les jeunes sont plus marron.

## Répartition
Il vit et se reproduit dans la partie tropicale du sud de l'Asie, au Bangladesh, au Pakistan, en Inde et en Birmanie et à l'est jusqu'en Indonésie.

## Habitat
Ce passereau se trouve en abondance dans les bois et les champs.

## Reproduction
Il pond 3 à 6 œufs dans un nid qu'il bâtit dans un trou.

## Liste des sous-espèces
Selon la classification de référence du Congrès ornithologique international (version 3.4, 2013) :
- sous-espèce Acridotheres fuscus mahrattensis (Sykes, 1832)
- sous-espèce Acridotheres fuscus fuscus (Wagler, 1827)
- sous-espèce Acridotheres fuscus fumidus Ripley, 1950
- sous-espèce Acridotheres fuscus torquatus Davison, WR, 1892